# Gantz (film, 2011)
Pour les articles homonymes, voir Gantz (homonymie).
Pour plus de détails, voir Fiche technique et Distribution.
Gantz ou Gantz au commencement (GANTZ (ガンツ, Gantsu)) est un film de science-fiction horrifique japonais réalisé par Shinsuke Satō sur le scénario de Yūsuke Watanabe d'après l'œuvre du même titre de Hiroya Oku, mettant en scène Kazunari Ninomiya et Ken'ichi Matsuyama. Produit par Nippon Television Network Corporation, ce film est sorti le 29 novembre 2010 en avant-première à Tokyo et le 29 janvier 2011 partout au Japon.
En France, ce long-métrage distribué par Wild Side Video est sorti en DVD et Blu-Ray le 6 septembre 2011 sous le titre Gantz au commencement.
Un film a ensuite été diffusé sur le réseau de télévision japonaise sous le titre Another Gantz. Il s'agissait d'une version alternative du premier film, dont l'histoire était vue par un journaliste d'investigation.
Une suite du premier film, réalisée par la même équipe, est sortie le 23 avril 2011 au Japon sous le titre Gantz: Perfect Answer. En France, elle est sortie en DVD sous le titre Gantz : Révolution le 1er février 2012.

## Synopsis
Kei Kurono et son ami d'enfance Masaru Katō meurent écrasés à la gare du métro. Ils se retrouvent alors mystérieusement dans une pièce d'appartement au centre de laquelle se trouve une étrange sphère noire répondant au nom de Gantz et n'y sont pas seuls dans cette salle. Ils ne cesseront de s'interroger sur ce lieu, sur leur situation, et le sens de ce qui leur arrive, puisqu'ils devront mener d'étranges « missions » toutes plus dangereuses les unes que les autres.

## Fiche technique
Source : The Internet Movie Database
- Titre français : Gantz ou Gantz au commencement
- Titre québécois : Gantz
- Titre international : Gantz
- Titre original : ガンツ
- Réalisation : Shinsuke Satō
- Scénario : Yūsuke Watanabe, d'après l'œuvre Gantz (ガンツ, Gantsu?) de Hiroya Oku
- Sociétés de production : Nippon Television Network Corporation, Shūeisha, Tōhō, J Storm, Horipro, Yomiuri Telecasting Corporation et Nikkatsu
  - Production : Takahiro Satō
  - Production exécutive : Hiroshi Miyazaki
- Société de distribution :
  -  Japon : Tōhō
  -  France : Wild Side Video
- Sociétés des effets spéciaux : Digital Frontier, Marbling FineArts et N Design
  - Superviseur des effets spéciaux : Makoto Kamiya
- Direction artistique : Taimei Harada
- Direction de la photographie : Taro Kawazu
- Photo : Taro Kawazu
- Montage : Tsuyoshi Imai
- Chef décorateur : Yasuaki Harada
- Musique : Kenji Kawai
- Budget : 22 000 000 de dollars
- Format : couleur — 1.85:1 • 35mm — Dolby Digital
- Pays d'origine : Japon
- Langue originale : japonais
- Genre : science-fiction, horreur
- Durée : 150 minutes
- Dates de sortie :
  -  Japon (Tokyo) : 29 novembre 2010 (première)
  -  Japon : 29 janvier 2011
  -  France : 6 septembre 2011 (DVD et Blu-ray)

## Distribution
- Kazunari Ninomiya (V. F. : Antoni LoPresti) : Kei Kurono
- Ken'ichi Matsuyama (V. F. : Gauthier de Fauconval) : Masaru Katō
- Watanabe Natsuna : Kei Kishimoto
- Kanata Hongō (V. F. : Matthieu Moreau) : Joichiro Nishi
- Tomorowo Taguchi (V. F. : Jean-Paul Clerbois) : Yoshikazu Suzuki
- Shun'ya Shiraishi : Hiroto Sakurai
- Yuriko Yoshitaka (V. F. : Mélanie Dermont) : Tae Kojima
- Takayuki Yamada (V. F. : David Manet) : Masamitsu Shigeta

## Production

### Adaptation du manga
Le mangaka Hiroya Oku s'est inspiré des séries japonaises Hissatsu et surtout du roman Le Temps meurtrier (Time Killer renommé en Immortality, Inc., 1958) écrit par Robert Sheckley pour réaliser l'univers de Gantz, titre de sa troisième série en 2000, ayant dépassé les dix millions d'exemplaires vendus à travers le monde.

### Développement
La production Nippon Television Network Corporation offre plus de quatre milliards de yens au réalisateur Shinsuke Satō pour adapter Gantz sur les écrans, dont le scénario est écrit par Yūsuke Watanabe.
Comme pour son film The Princess Blade (修羅雪姫, Shura Yukihime) sorti en 2001, Shinsuke Satō confie à Kawazu Taro la direction de la photographie et à Taimei Harada en tant que directeur artistique.

### Tournage
Le tournage s'est déroulé entre novembre 2009 et mars 2010.